# Physolaesthus
Physolaesthus es un  género de coleópteros adéfagos de la familia Carabidae.

## Especies
Comprende las siguientes especies:
- Physolaesthus australis Chaudoir, 1850
- Physolaesthus caviceps (Andrewes, 1936)
- Physolaesthus grandipalpis W.J. Macleay, 1871
- Physolaesthus insularis Bates, 1878
- Physolaesthus limbatus (Broun, 1880)
- Physolaesthus minor (Louwerens, 1956)
- Physolaesthus pallidus Blackburn, 1890
- Physolaesthus ruficollis Sloane, 1900
- Physolaesthus suturalis Castelnau, 1867